# Danmark, nu blunder den lyse nat
"Danmark, nu blunder den lyse nat" er en sang med tekst af Thøger Larsen (1914) med titlen "Den danske sommer". Den mest kendte melodi er skrevet af Oluf Ring (1922).
Digtet er skrevet til Nanna og Jeppe Aakjærs Jenlefest i 1914 og blev trykt første gang i Politiken 13. juli 1914 og var også med i værket Slægternes træ, 1914.
Digtet består af seks strofer på hver seks linjer. Der er rim på første, tredje og fjerde linje samt på femte og sjette linje.
"Danmark, nu blunder den lyse nat" er med i Højskolesangbogen. Den er med i Kulturkanonen fra 2006 både som en af de 12 repræsentanter fra Højskolesangbogen under musik og som en del af lyrikantologien under litteratur. Den er desuden af Berlingske Tidendes læsere kåret som århundredets sang i 1999.
I 2018 kom den på en liste over de 100 populæreste sange fra Højskolesangbogen.
Blandt Kristelig Dagblads læsere blev sangen stemt ind på en tredjeplads ved en afstemning i 2021.
Foruden Oluf Ring, der skrev melodien i forbindelse med udgivelsen af melodibogen til Højskolesangbogen, har en række andre komponister skrevet melodi til "Danmark, nu blunder den lyse nat". Få år efter udgivelsen af melodibogen skrev Carl Nielsen også en melodi, men den vandt aldrig rigtig indpas. Senere har også andre komponister givet deres bud, blandt andet Jørgen Bentzon, Otto Mortensen, Fini Henriques og Werner Knudsen (2006).
Mathias Grip har indspillet sin rytmiske version og lavet en tilhørende video.